# Le Vieux-Bourg
Pour les articles homonymes, voir Vieux-Bourg (homonymie).
Le Vieux-Bourg [lə vjø buʁ] est une commune française située dans le département des Côtes-d'Armor, en région Bretagne.

## Géographie

### Localisation
La commune appartient par ses traditions à la Basse-Bretagne et plus localement au pays Fañch.
| Saint-Connan          | Saint-Gildas   | Le Leslay  |
| Saint-Gilles-Pligeaux | Vieux-Bourg    | Le Fœil    |
| Canihuel              | Le Haut-Corlay | Saint-Bihy |

### Géographie physique
| - Carte topographique de la commune du Vieux-Bourg. |

### Hydrographie
Pour un article plus général, voir Réseau hydrographique des Côtes-d'Armor.
La commune est située dans le bassin Loire-Bretagne. Elle est drainée par le Gouët, le Sulon, la Villeneuve et la Bronce,,.
Le Gouët, d'une longueur de 47 km, prend sa source dans la commune du Haut-Corlay et se jette  dans la baie de Saint-Brieuc en limite de Plérin et de Saint-Brieuc, après avoir traversé 16 communes. 
Le Sulon, d'une longueur de 29 km, prend sa source dans la commune  et se jette  dans le Blavet à Gouarec, après avoir traversé huit communes. 
La Villeneuve, d'une longueur de 12 km, prend sa source dans la commune  et se jette  dans le Trieux à Saint-Connan, après avoir traversé cinq communes. 
Un plan d'eau complète le réseau hydrographique : l'étang de la Grande Isle, d'une superficie totale de 7,8 ha (0 ha sur la commune),.

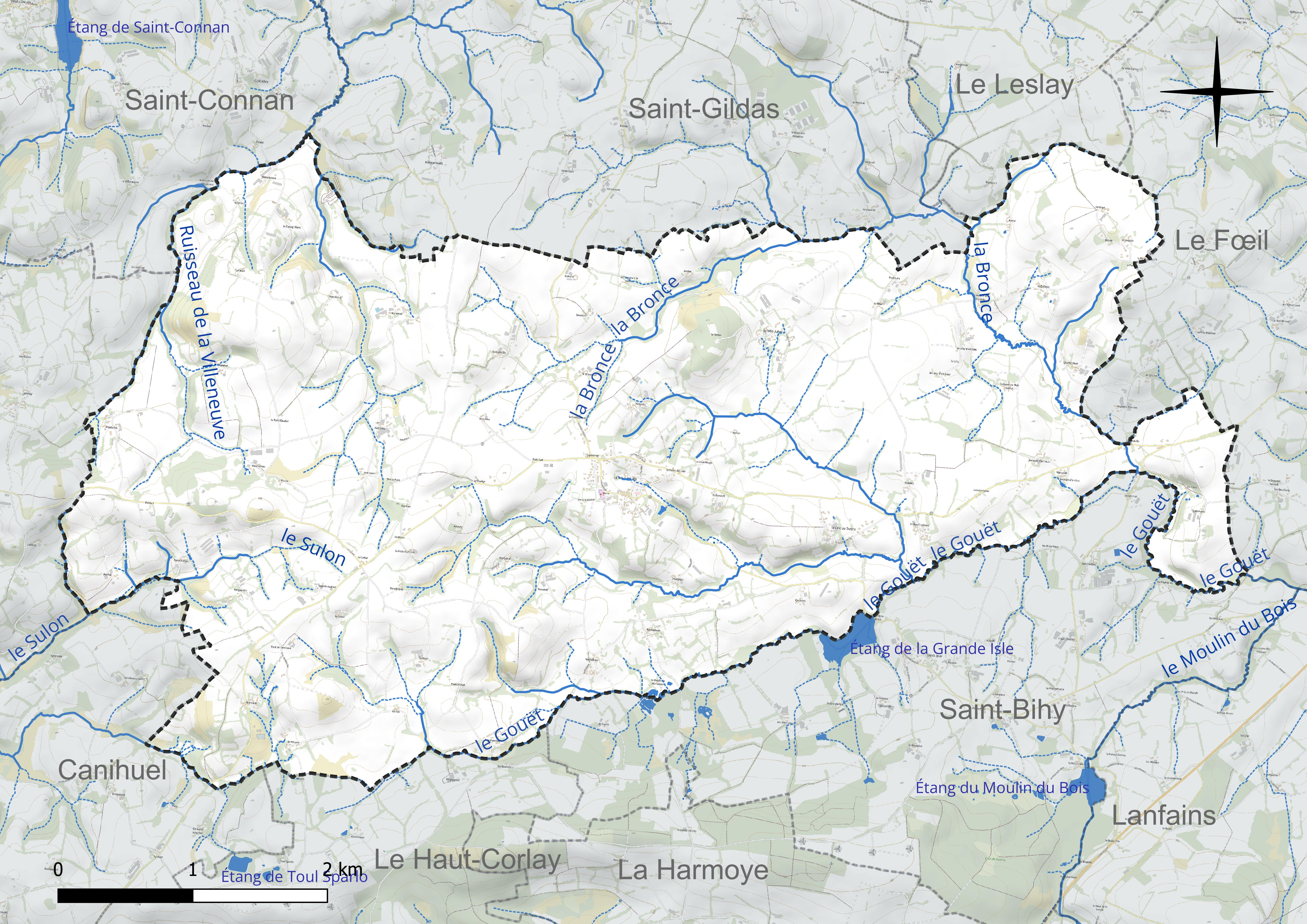
Réseau hydrographique du Vieux-Bourg.

### Climat
Pour des articles plus généraux, voir Climat de la Bretagne et Climat des Côtes-d'Armor.
En 2010, le climat de la commune est de type climat océanique franc, selon une étude du Centre national de la recherche scientifique s'appuyant sur une série de données couvrant la période 1971-2000. En 2020, Météo-France publie une typologie des climats de la France métropolitaine dans laquelle la commune est exposée à un climat océanique et est dans la région climatique Finistère nord, caractérisée par une pluviométrie élevée, des températures douces en hiver (6 °C), fraîches en été et des vents forts. Parallèlement l'observatoire de l'environnement en Bretagne publie en 2020 un zonage climatique de la région Bretagne, s'appuyant sur des données de Météo-France de 2009. La commune est, selon ce zonage, dans la zone « Intérieur », exposée à un climat médian, à dominante océanique.  
Pour la période 1971-2000, la température annuelle moyenne est de 10,8 °C, avec une amplitude thermique annuelle de 11,7 °C. Le cumul annuel moyen de précipitations est de 1 020 mm, avec 15 jours de précipitations en janvier et 8 jours en juillet. Pour la période 1991-2020, la température moyenne annuelle observée sur la station météorologique la plus proche, située sur la commune de Kerpert à 10 km à vol d'oiseau, est de 10,8 °C et le cumul annuel moyen de précipitations est de 1 088,9 mm,. Pour l'avenir, les paramètres climatiques de la commune estimés pour 2050 selon différents scénarios d'émission de gaz à effet de serre sont consultables sur un site dédié publié par Météo-France en novembre 2022.

## Urbanisme

### Typologie
Au 1er janvier 2024, Le Vieux-Bourg est catégorisée commune rurale à habitat dispersé, selon la nouvelle grille communale de densité à 7 niveaux définie par l'Insee en 2022.
Elle est située hors unité urbaine. Par ailleurs la commune fait partie de l'aire d'attraction de Saint-Brieuc, dont elle est une commune de la couronne,. Cette aire, qui regroupe 51 communes, est catégorisée dans les aires de 200 000 à moins de 700 000 habitants,.

### Occupation des sols
L'occupation des sols de la commune, telle qu'elle ressort de la base de données européenne d’occupation biophysique des sols Corine Land Cover (CLC), est marquée par l'importance des territoires agricoles (98,6 % en 2018), une proportion sensiblement équivalente à celle de 1990 (98,8 %). La répartition détaillée en 2018 est la suivante : 
zones agricoles hétérogènes (44,8 %), terres arables (39,9 %), prairies (13,9 %), zones urbanisées (1,3 %), forêts (0,1 %). L'évolution de l’occupation des sols de la commune et de ses infrastructures peut être observée sur les différentes représentations cartographiques du territoire : la carte de Cassini (XVIIIe siècle), la carte d'état-major (1820-1866) et les cartes ou photos aériennes de l'IGN pour la période actuelle (1950 à aujourd'hui).

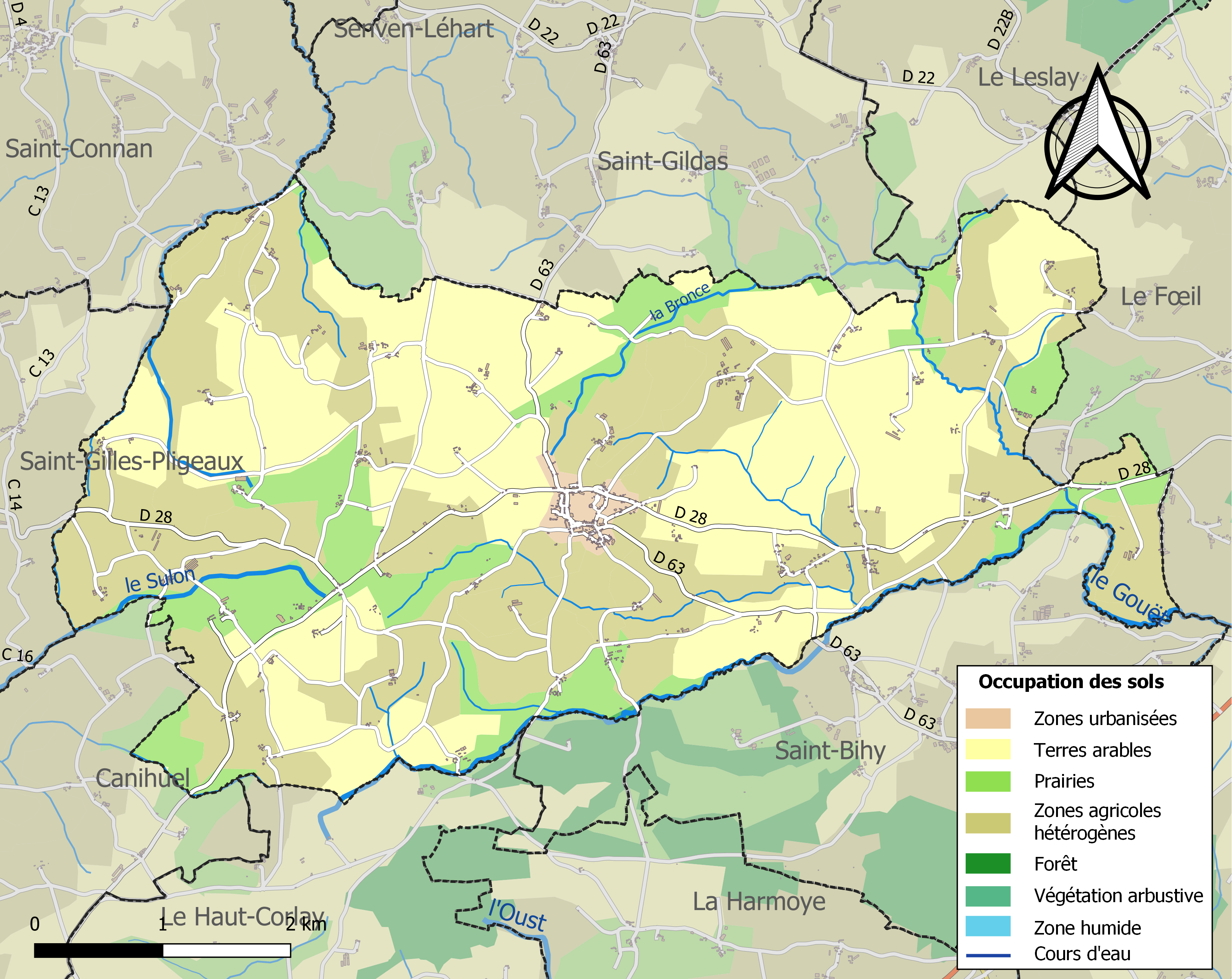
Carte des infrastructures et de l'occupation des sols de la commune en 2018 (CLC).

## Toponymie
Le nom de la localité est attesté sous les formes Kintin vers 1330, Quintin en 1368, Quintini in Burgo à la fin du XVe siècle et en 1516, Bourg Quintin en 1535, 1536, 1558, et en 1574, Vieulx Bourg de Quintin en 1568, Le Vieux Bourg de Quintins en 1630, Le Vieux-Bourg de Quintin en 1779.
Bourc'h-Kintin en breton.

### Temps modernes

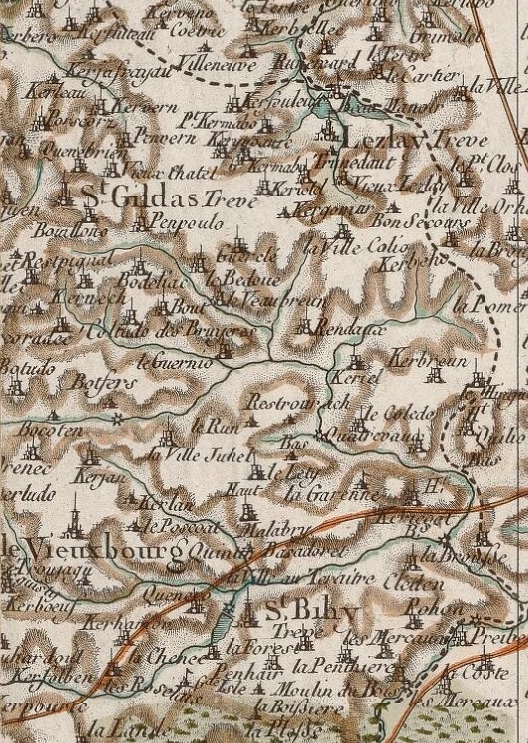
Carte de Cassini du Vieux-Bourg, Saint-Gildas et Le Leslay (1787).

## Histoire

### XXesiècle

#### La Première Guerre mondiale
Le monument aux morts porte les noms de 79 soldats morts pour la Patrie pendant la Première Guerre mondiale.

#### Entre-deux-guerres
Lors de la construction du monument aux morts en 1921, il fallut une trentaine de bœufs pour tirer le menhir servant de base à ce monument.

#### La Seconde Guerre mondiale
Le monument aux morts du Vieux-Bourg ne porte aucun nom de personne morte pour la France pendant la Seconde Guerre mondiale.

#### L'après Seconde Guerre mondiale
Le monument aux morts porte les noms d'un soldat, Auguste Mérot, mort pour la France durant la guerre d'Algérie.

## Politique et administration
| Période                                  | Période                    | Identité                          | Étiquette               | Qualité                                                                                  |
| ---------------------------------------- | -------------------------- | --------------------------------- | ----------------------- | ---------------------------------------------------------------------------------------- |
| Les données manquantes sont à compléter. |                            |                                   |                         |                                                                                          |
| ca. 1911                                 |                            | Guillaume Raoult                  |                         | Cultivateur                                                                              |
| Les données manquantes sont à compléter. |                            |                                   |                         |                                                                                          |
| mai 1935                                 | mars 1965                  | Louis Nicolas Derrien (1895-1977) | Rad. puis SFIO puis PSU | Agriculteur                                                                              |
| mars 1965                                | septembre 1970 (démission) | Marcel Le Pape (1920-2005)        |                         | Aviculteur puis éleveur                                                                  |
| septembre 1970                           | mars 1977                  | Francis Mérot                     |                         | Retraité                                                                                 |
| mars 1977                                | 1984                       | Joseph Pasco                      |                         | Cultivateur, ancien adjoint au maire                                                     |
| 1984                                     | mars 2007 (décès)          | Étienne Sangan (1935-2007)        | PS                      | Exploitant agricole Officier du Mérite agricole (2006)                                   |
| avril 2007                               | En cours (au 26 mai 2020)  | Christian Ranno                   | DVD                     | Agriculteur Président de Quintin Communauté (2014 → 2016) Réélu pour le mandat 2020-2026 |

## Démographie
L'évolution du nombre d'habitants est connue à travers les recensements de la population effectués dans la commune depuis 1793. Pour les communes de moins de 10 000 habitants, une enquête de recensement portant sur toute la population est réalisée tous les cinq ans, les populations de référence des années intermédiaires étant quant à elles estimées par interpolation ou extrapolation. Pour la commune, le premier recensement exhaustif entrant dans le cadre du nouveau dispositif a été réalisé en 2008.

En 2022, la commune comptait 760 habitants, en évolution de −3,43 % par rapport à 2016 (Côtes-d'Armor : +1,78 %, France hors Mayotte : +2,11 %).
| 1793  | 1800  | 1806  | 1821  | 1831  | 1836  | 1841  | 1846  | 1851  |
| ----- | ----- | ----- | ----- | ----- | ----- | ----- | ----- | ----- |
| 1 370 | 1 426 | 1 518 | 1 385 | 1 574 | 1 513 | 1 466 | 1 490 | 1 482 |

| 1856  | 1861  | 1866  | 1872  | 1876  | 1881  | 1886  | 1891  | 1896  |
| ----- | ----- | ----- | ----- | ----- | ----- | ----- | ----- | ----- |
| 1 452 | 1 512 | 1 369 | 1 320 | 1 361 | 1 331 | 1 366 | 1 333 | 1 340 |

| 1901  | 1906  | 1911  | 1921  | 1926  | 1931  | 1936  | 1946 | 1954 |
| ----- | ----- | ----- | ----- | ----- | ----- | ----- | ---- | ---- |
| 1 299 | 1 315 | 1 318 | 1 183 | 1 202 | 1 151 | 1 113 | 950  | 943  |

| 1962 | 1968 | 1975 | 1982 | 1990 | 1999 | 2006 | 2008 | 2013 |
| ---- | ---- | ---- | ---- | ---- | ---- | ---- | ---- | ---- |
| 899  | 816  | 759  | 665  | 645  | 608  | 706  | 734  | 782  |

| 2018 | 2022 | - | - | - | - | - | - | - |
| ---- | ---- | - | - | - | - | - | - | - |
| 775  | 760  | - | - | - | - | - | - | - |

## Lieux et monuments

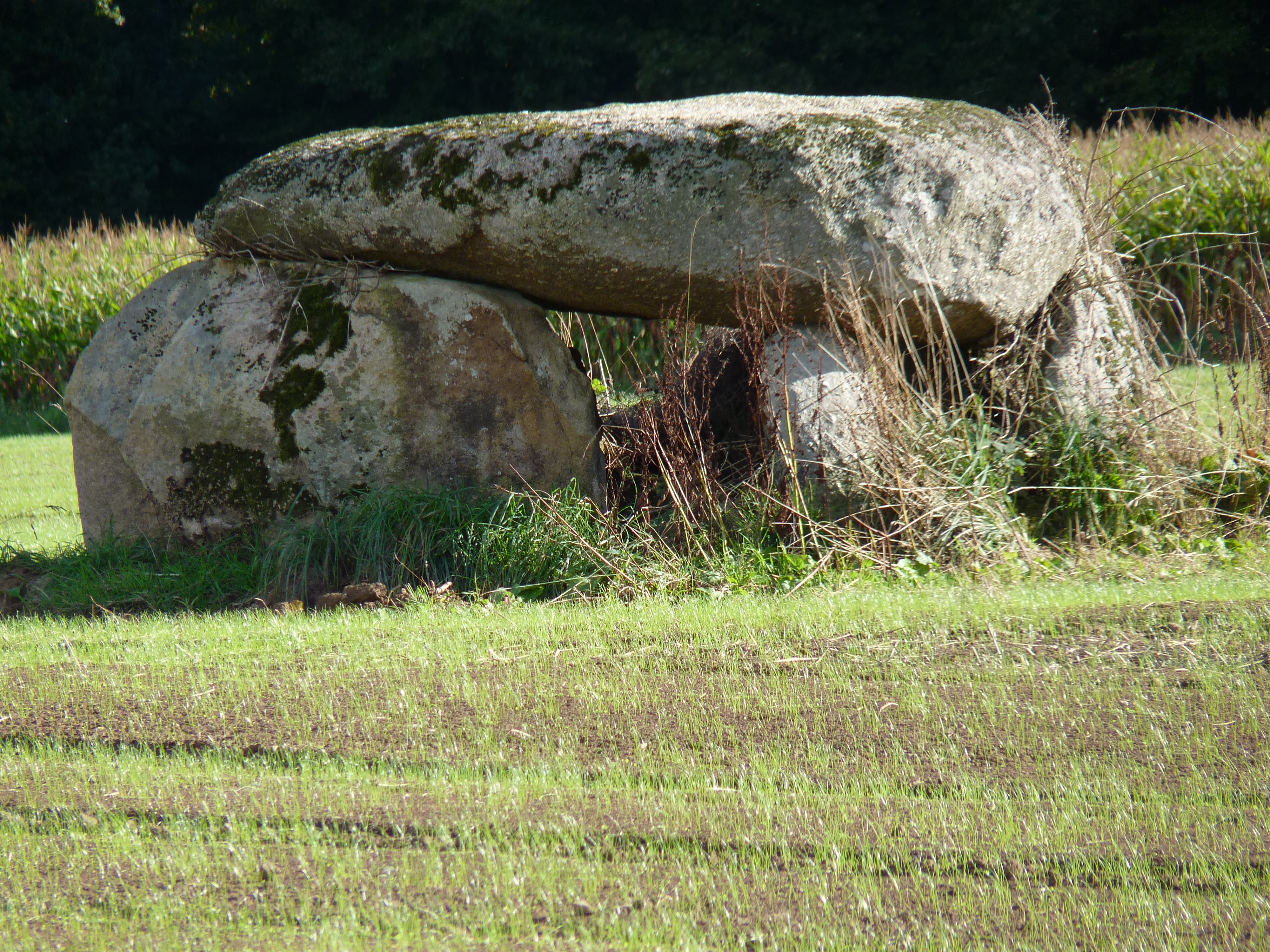
Dolmen de Pasquiou.

La commune compte sept mégalithes inscrits ou classés monuments historiques :
- Stèle protohistorique de Kerbrun, classée par arrêté du 5 août 1964[32].
- Menhir de Porzic, classé par arrêté du 18 octobre 1965[33].
- Menhir de la Ville-Juhel, classé par arrêté du 29 septembre 1967[34].
- Menhir de Pasquiou, classé par arrêté du 21 décembre 1965[35].
- Menhir christianisé dit Croix de Pasquiou, au lieu-dit Crozel Huellan, classé par arrêté du 5 août 1964[36].
- Menhir de Botudo (ou Betudo), au lieu-dit le Petit-Biero, Grand-Bras-Epilven ; inscrit par arrêté du 22 septembre 1969[37].
- Dolmen de Pasquiou, inscrit par arrêté du 1er juillet 1966[38].

### Autres monuments
- L'église Saint-Corentin.

### Cartes
1. 1 2  « Réseau hydrographique du Vieux-Bourg » sur Géoportail (consulté le 1 mai 2025).
2. ↑  IGN, « Évolution comparée de l'occupation des sols de la commune sur cartes anciennes », sur remonterletemps.ign.fr (consulté le 15 juillet 2023).